# Скорце
Скорце (итал. Scorzè) је насеље у Италији у округу Венеција, региону Венето.
Према процени из 2011. у насељу је живело 8699 становника. Насеље се налази на надморској висини од 14 м.

## Становништво
Према резултатима пописа становништва 2011. у општини је живело 18.904 становника.
| 1931. | 1936. | 1951.  | 1961.  | 1971.  | 1981.  | 1991.  | 2001.  | 2011.  |
| ----- | ----- | ------ | ------ | ------ | ------ | ------ | ------ | ------ |
| 8.614 | 8.905 | 10.163 | 10.001 | 11.354 | 13.947 | 15.657 | 17.295 | 18.904 |